# آدم أمير باغراس
آدم أمير باغراس، المعروف أيضًا باسم آتوم أو آدم جاستون (؟ - 1220) هو أمير أرمني من باغراس (المعروف أيضًا باسم جاستون)، وهو الوصي على الملكة إيزبيلا، حاكمة مملكة قيليقية الأرمنية.

## سيرته
كان آدم أحد الأمراء الأرمن الأقوياء، صاحب منطقة شاسعة على الساحل في إيساوريا وقلعة باغراس. بعد وفاة الملك ليفون الأول عام 1219، بسبب صغر ابنته، وريثة العرش إيزبيلا، تم تعيينه وصيًا عليها. ومع ذلك، بعد مرور عام، في سنة 1220، قُتل آدم على يد الإسماعيليين.